# Bitva u Vsetína
Bitva u Vsetína byla menším válečným střetem mezi císařskými oddíly pod velením plukovníka Wellische a valašskými evangelickými povstalci během třicetileté války. Odehrála se 26. ledna 1644 v okolí města Vsetína, jejímž přímým důsledkem bylo obsazení města císařskou armádou. Výsledek střetnutí je považován za faktický konec Valašského povstání, kde opakovaně propukaly vzpoury proti katolické císařské moci od roku 1612.
Poražená vzpoura byla završena popravou asi dvou set vzbouřenců ve Vsetíně 15. února 1644, což byla jedna z nejmasovějších poprav v české národní historii. 

## Pozadí
Roku 1609 vyženil vsetínské panství Albrecht z Valdštejna, pozdější císařský vojevůdce. Na Vsetínsko povolal jezuity, za účelem rekatolizace místního převážně protestantského obyvatelstva. Náboženský a s ním spojený hospodářský útlak vedly až k rebeliím místního obyvatelstva. První vlna odporu vyvstala ještě před začátkem třicetileté války roku 1612. Rovněž Valaši podporovali české stavovské povstání v letech 1618–1620, které odmítlo vládu císaře Ferdinanda II. a zvolilo nového krále, Fridricha Falckého. Po prohře českých a moravských stavů v bitvě na Bílé hoře se Valaši postavili na ozbrojený odpor císařské armádě. Podpory se od místních dostalo také dánské armádě, která v letech 1626–1627 regionem prošla.
Opětovně se zbraní v ruce se postavili na stranu Moravou táhnoucí švédské armády proti své vrchnosti a vojskům olomouckého arcibiskupa Františka z Ditrichštejna. Další vykonávali špionážní práci a dodávali švédským oddílům potraviny, hlavně máslo, sýry, drůbež, zvěřinu a sůl a jiný potřebný materiál. Podporováni byli též někdejším moravským zemským hejtmanem Ladislavem Velenem ze Žerotina a odbojným rytířem Janem Adamem z Vickova, kteří se rovněž podíleli na protihabsburském odporu.

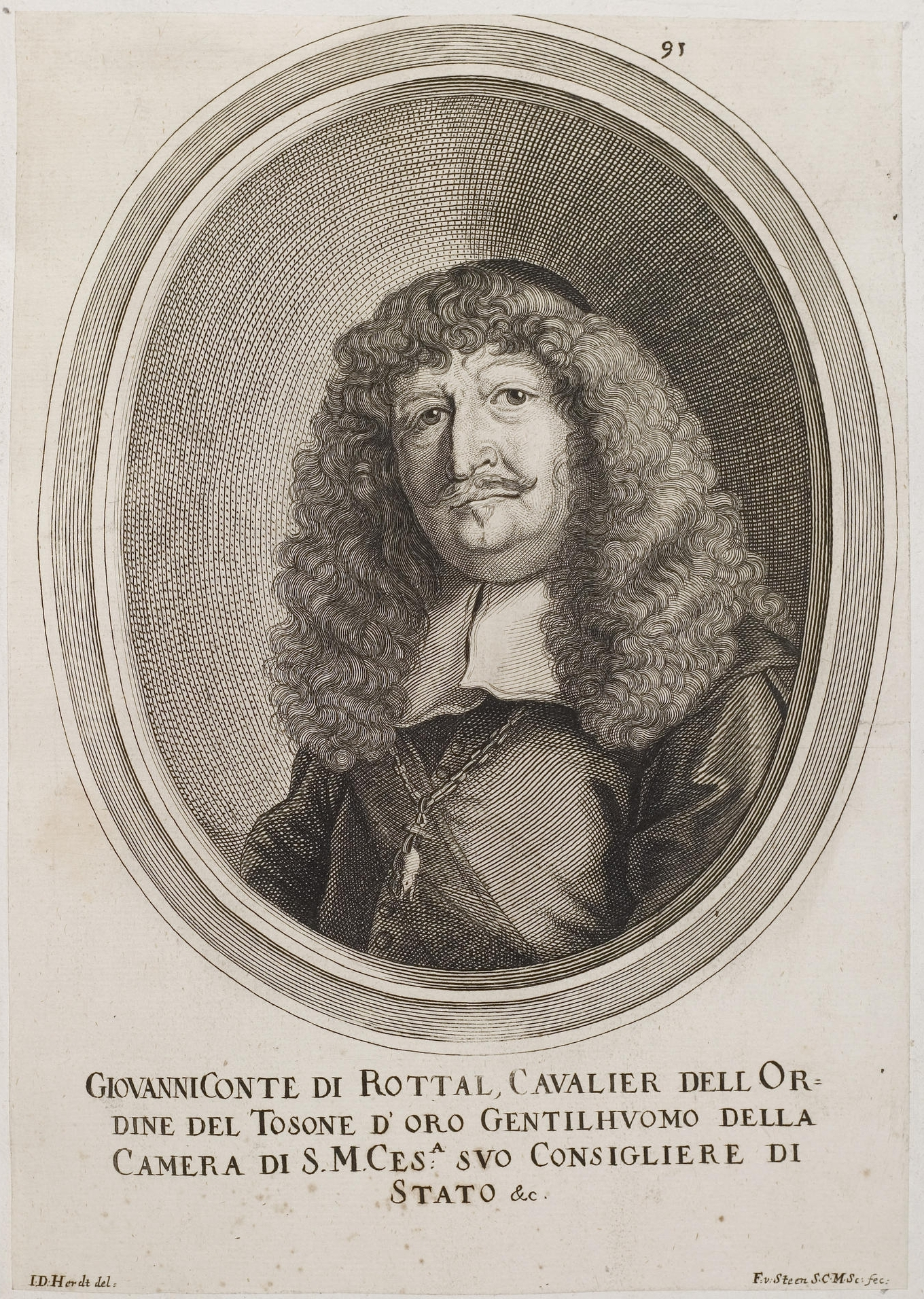
Jan z Rottalu

Po apelacích uherského majitele valašského panství hraběte Mikuláše Pázmányho z Panazsu byla roku 1643 proti vzpurnému regionu vypravena trestná výprava pod velením generála Jana Kryštofa Puchheima a hraběte Jana z Rottalu, někdejšího moravského zemského hejtmana a generálního vojenského komisaře císařské armády. Rottal, známý jako nepřítel valašských protestantů, díky matce znal dobře prostředí Valašska, byl proto pověřen potlačením rebelií a získal přitom značné pravomoci od císaře Ferdinanda III. pro celou oblast východní Moravy. Výprava měla za cíl si počínat velmi nevybíravě, aby byla valašská povstalecká činnost navždy utlumena, dle slibu hraběti Pázmánymu měl být ušetřen Vsetín se zdejším zámkem, neboť se údajně místní neměli do povstání zapojovat. Zimní termín byl zvolen záměrně, aby sníh komplikoval přesuny a zásobování Valachů. 

## Průběh bitvy

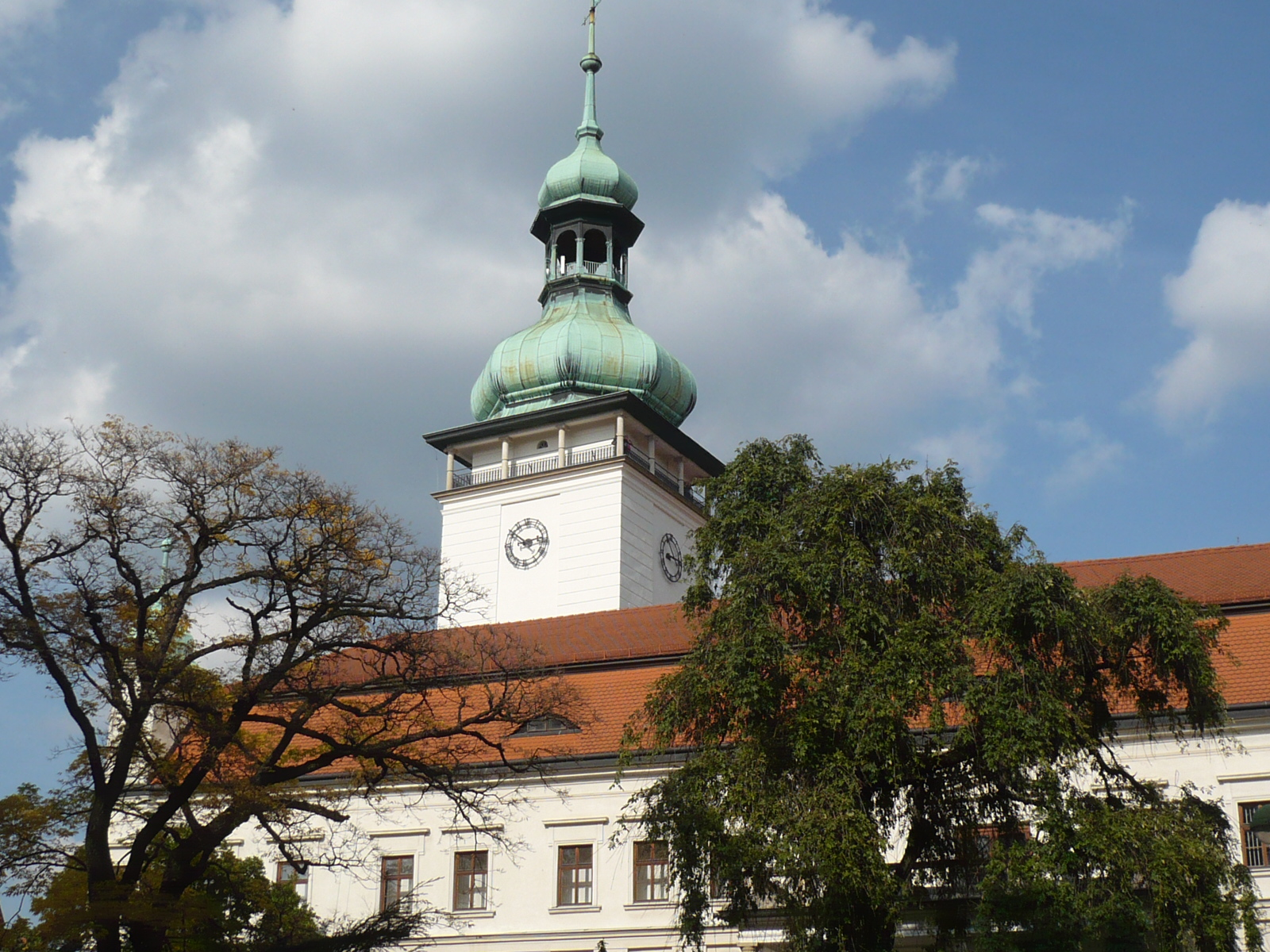
Vsetínský zámek

Tažení bylo vypraveno na sklonku roku 1643, přičemž se po jednání Puchheima a Rottala v Kroměříži 14. ledna 1644 rozdělilo do tří vojů majících proniknout na Valašsko ze třech různých směrů s cílem dosáhnout společně 27. ledna Vsetína. Vojsko vedené plukovníkem Wallischem postupovalo ke Vsetínu ze severu proti proudu řeky Bečvy od Hranic a Meziříčí, jednotky generála Puchheima se blížily ze západu přes Prostějov, Holešov a Vizovice, třetí voj pod vedením hraběte Rottala pak z jihu přes Uherský Brod, Brumov a Valašské Klobouky. S vojskem rovněž pochodovalo několik katů kvůli plánovaným exekucím.
Patrně díky postupu nejméně náročným terénem kopci sevřeného údolí Bečvy na dohled Vsetína nejrychleji dopochodovaly jednotky plukovníka Wallische v denních hodinách již 26. ledna 1644 v počtu asi 1000 až 2000 mužů vybavených mj. mušketami a několika děly. Vinou korespondenčního nedorozumění s Rottalem tak došly ke Vsetínu o den dříve. Na odpor se jim před hradbami Vsetína postavilo na odpor povstalecké nepravidelné vojsko čítající na 700 mužů pod velením hejtmana Jana Kováře, včetně asi 40 švédských vojáků z posádky v Olomouci a přibližně stejný počet mužů vyslaných z protestantského panství Lednica v Uhersku (pozdější Slovensko). Většina této nevelké armády však pocházela z okolních valašských obcí.
Lépe vyzbrojené, početnější a vycvičené císařské vojsko pod Wallischovým velením s dělostřeleckou podporou dosáhlo poměrně rychlého vítězství. V bitvě padla většina z mužů na povstalecké straně, zbylí se dali na útěk do nedalekých kopcovitých lesů, kde byli císařskými vojáky pronásledování, pobíjeni či zajímáni. Následně Wallischovy jednotky vstoupily do Vsetína, kam příštího dne dorazili se svými voji také Puchheim a Rottal. 

## Hodnocení bitvy
V bitvě zahynula většina bojeschopných mužů z povstaleckých řad, ztráty na straně císařského vojska nejsou známy, patrně ale nebyly nijak vysoké. O výsledku bitvy informoval generál Puchheim dopisem císaře Ferdinanda III.

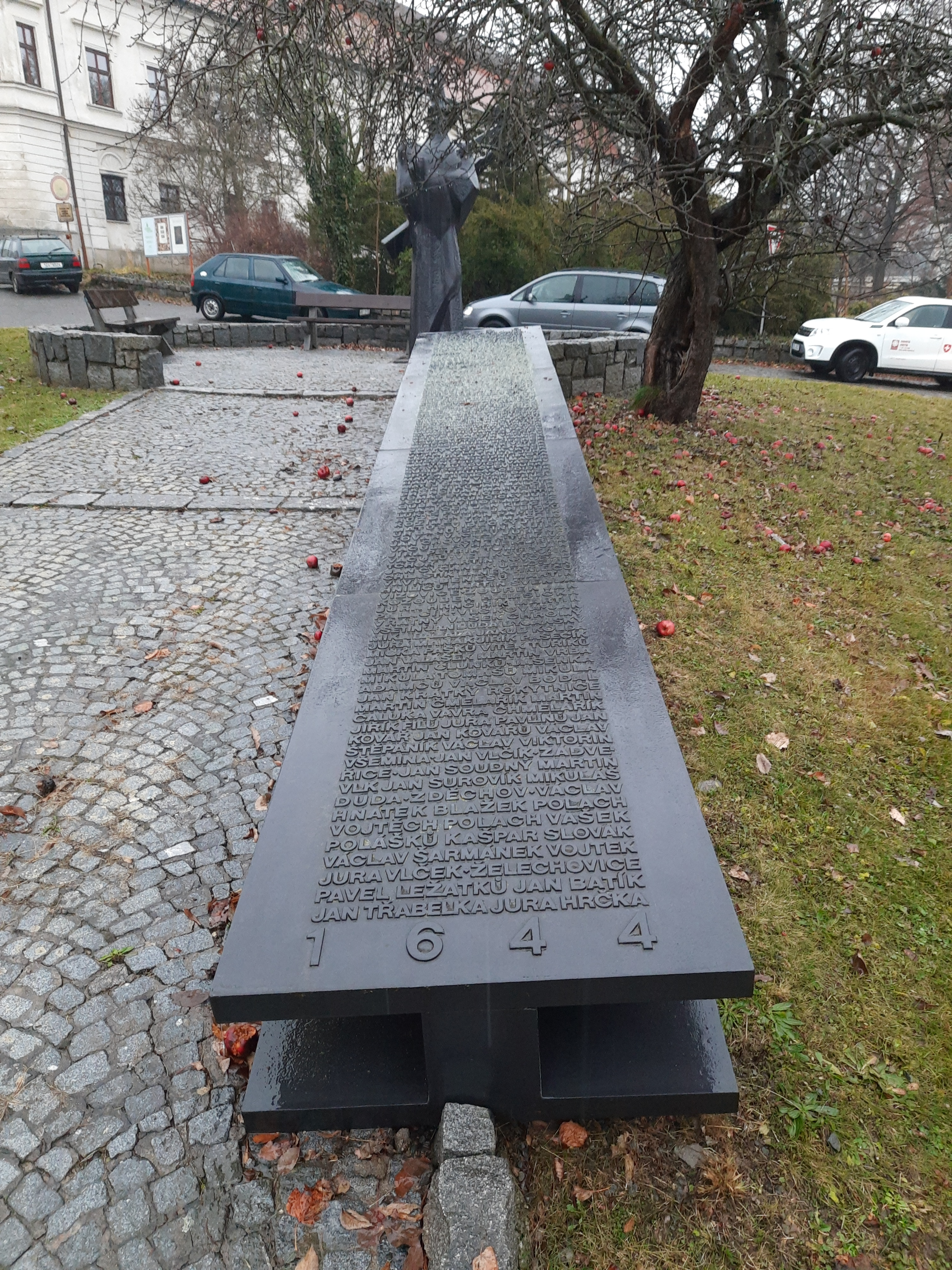
Jména popravených valašských vzbouřenců na vsetínském památníku

Téměř ihned po obsazení Vsetína a dalších valašských oblastí se rozběhl rozsáhlý perzekuční proces zajímání a poprav účastníků a podporovatelů zdejších rebélií. Zatýkání probíhalo v celém kraji, došlo také na vypalování zdejších vesnic, zejména v okolí Vsetína, částečně také samo město. 15. února 1644 pak na Vsetíně započala série poprav povstalců, při které během několika dní přišlo o život nejméně 200 lidí formou stínání, oběšení, v některých případech pak čtvrcení zaživa. Někteří zajatci byli pak oběšeni ještě cestou do Brna, kam se císařská armáda vracela. Zde pak Jan z Rottalu předsedal soudnímu tribunálu, který rozhodoval o vůdcích povstání. Někteří z nich přijali katolickou víru a byli posléze osvobozeni, na 20 z nich bylo však v Brně popraveno.
Celé Valašsko pak prošlo násilnou rekatolizací, část obyvatel z povstaleckých oblastí byla také násilně přesídlena na jiná panství, např. Napajedla vlastněná Rottalem. Část valašských evangelíků uprchla do nábožensky svobodnějších Uher. Souvislý ozbrojený odpor Valachů byl po bitvě u Vsetína zlomen, řada místních se pak rozhodla pro partyzánský boj formou následně rozšířeného zbojnictví, pro které hornaté Valašsko poskytuje ideální podmínky. Rebelie evangelíků zde pokračovaly i později, definitivní uklidnění přinesl až toleranční patent z roku 1781.
Roku 1966 byl na Vsetíně nedaleko kostela Nanebevzetí Panny Marie odhalen kovový pomník Obětem valašského povstání 1621–1644 od sochaře Zdeňka Němečka se jmény několika desítek zemřelých v důsledku účasti na povstání, mj. účastníků bitvy.